# Большой Шелом
Большо́й Ше́лом (Большо́й Шо́лом) — гора на хребте Зигальга на Южном Урале, на территории Белорецкого района Башкортостана.
Высота горы 1427 м, это высшая и самая южная вершина хребта Зигальга и пятая по высоте гора Южного Урала. Выше его только вершины Ямантау (1640 м), Большой Иремель (1582 м.), Малый Ямантау (1510 м), Малый Иремель (1464 м).
Большой Шелом вместе с ещё тремя вершинами Зигальги, находящимися севернее, образует группу Шеломов. Кроме горы Большой Шелом здесь ещё имеется г. Малый Шелом, а также 3-й и 4-й Шеломы. Ещё их иногда называют шеломчиками. Урочище (седловина) между Большим и Малым Шеломами называется Прогон.
Вершина Большого Шелома представляет собой горное тундровое плато с двумя останцами. Один находится в северо-восточной части плато, а другой в юго-восточной. Юго-восточный останец и является самой высокой точкой горы. К югу от вершины простирается довольно обширное плато, постепенно понижающееся дальше к югу, в долину реки Катав, разделяющую хребты Зигальга и Нары. Характерный профиль горы хорошо различим с федеральной трассы М5. 
Название горы на русском языке обозначает «большой шлем». Это довольно распространённое название подобного вида гор в русских говорах. Гора была названа русскими переселенцами с катавских горных заводов. Первоначальное башкирское название не известно.
Гора Большой Шелом находится на территории Южно-Уральского заповедника, поэтому проход на вершину без разрешения является административным нарушением. Здесь организована маркированная экологическая тропа, возможно совершить восхождение, маршрут начинается с КПП «Двойниши» (со стороны села Верх-Катавка).